# IC 4668
IC 4668 — галактика типу NF (в процесі підтвердження) у сузір'ї Дракон.
Цей об'єкт міститься в оригінальній редакції індексного каталогу.